# انقطاع قوس الأبهر
انقطاع قوس الأبهر (بالإنجليزية: Interrupted aortic arch)‏هو مرض نادر جدًا من أمراض القلب (يصيب 3 من كل مليون مولود حي) يتمثل في عدم اكتمال نمو الشريان الأبهر. وتظهر فجوة بين الجزأين الصاعد والنازل من الأبهر الصدري. ويمكن القول بأن كل الحالات تكون مصابة بشذوذات قلبية أخرى. وغالبًا ما يكون انقطاع قوس الأبهر مصحوبًا بـ متلازمة دي جورج.

## الاسباب
يُعتقد بسبب الافراط في موت الخلايا المبرمج خلال تطور الابهر في الرحم

## التشخيص
يمكن تشخيص هذا المرض باستخدام مخطط صدى القلب. ويلاحظ على المرضى حالة من فقد الشهية والشحوب وربما برودة في النصف السفلي من الجسم لعدم كفاية تدفقات الدم فيه.

## العلاج
يتمثل العلاج في إجراء جراحة القلب المفتوح في أقرب وقت ممكن بعد الولادة. وفي فترة ما قبل إجراء العملية، يمكن تناول البروستاغلاندين لإبقاء القناة الشريانية مفتوحة، وبذلك يمكن للدم أن يتدفق إلى أسفل الجسم. وفشل علاج هذه الحالة يؤدي إلى وفاة 90% في عمر 4 أيام في المتوسط.

## وصلات خارجية
- C.S. Mott Children's Hospital, Congenital Heart Center: Interrupted Aortic Arch at umich.edu
- Heart center encyclopedia at cincinnatichildrens.orgcincinnatichildrens.org
- Collins-Nakai، RL؛ Dick، M؛ Parisi-Buckley، L؛ Fyler، DC؛ Castaneda، AR (1976). "Interrupted aortic arch in infancy". The Journal of pediatrics. ج. 88 ع. 6: 959–62. DOI:10.1016/S0022-3476(76)81049-9. PMID:1271195.